# Stade Brestois 29
A Stade Brestois 29 (röviden Brestois, leegyszerűsítve Brest, francia kiejtése stɑd bʁɛstwɑ) a francia labdarúgó-bajnokság élvonalában szereplő labdarúgócsapat.

## Története
- 1903-ban alapították Brestben, Armoricaine de Brest néven. Egy fúzió következtében a csapat neve 1950-ben megváltozott és 1982-ig Stade brestois volt. 1982 és 1991 között a klubnév Brest Armorique FC volt.
- A jelenlegi nevét az egyesület 1991 óta viseli.
- A legnagyobb sikerét a klub 1987-ben érte el, amikor 8. helyezett lett a Ligue 1-ben.

## Sikerei
- Ligue 2: 1980–81

## Jelenlegi játékoskerete
2024. augusztus 30-i állapotnak megfelelően.
| #  |     | Poszt | Név                                                            |
| -- | --- | ----- | -------------------------------------------------------------- |
| 2  | FRA | V     | Bradley Locko                                                  |
| 3  | SEN | V     | Abdoulaye Ndiaye (kölcsönben a Troyes csapatától)              |
| 5  | FRA | V     | Brendan Chardonnet ()                                          |
| 8  | FRA | KP    | Hugo Magnetti                                                  |
| 10 | FRA | KP    | Romain Del Castillo                                            |
| 11 | FRA | CS    | Axel Camblan                                                   |
| 12 | CIV | V     | Luck Zogbé                                                     |
| 17 | SEN | CS    | Abdallah Sima (kölcsönben a Brighton & Hove Albion csapatától) |
| 19 | FRA | CS    | Ludovic Ajorque (kölcsönben a Mainz 05 csapatától)             |
| 20 | FRA | KP    | Pierre Lees-Melou                                              |
| 21 | FRA | KP    | Romain Faivre (kölcsönben a Bournemouth csapatától)            |
| 22 | MLI | V     | Massadio Haïdara                                               |
| 23 | FRA | V     | Jordan Amavi                                                   |

| #  |     | Poszt | Név                                                    |
| -- | --- | ----- | ------------------------------------------------------ |
| 25 | FRA | V     | Julien Le Cardinal                                     |
| 26 | POR | KP    | Mathias Pereira Lage                                   |
| 27 | FRA | V     | Kenny Lala                                             |
| 28 | FRA | KP    | Jonas Martin                                           |
| 30 | FRA | K     | Grégoire Coudert                                       |
| 34 | MAR | CS    | Ibrahim Salah (kölcsönben a Rennes csapatától)         |
| 40 | NED | K     | Marco Bizot                                            |
| 44 | FRA | V     | Soumaïla Coulibaly (on loan from Borussia Dortmund)    |
| 45 | FRA | KP    | Mahdi Camara                                           |
| 50 | IRL | K     | Noah Jauny                                             |
|    | SUI | V     | Edimilson Fernandes (kölcsönben a Mainz 05 csapatától) |
|    | MLI | KP    | Kamory Doumbia                                         |
|    | GNB | CS    | Mama Baldé                                             |

## Korábbi játékosok
- Jose Luis Brown
- Júlio César
- Gérard Buscher
- Patrick Colleter
- David Ginola
- Vincent Guérin
- Paul Le Guen
- Yvon Le Roux
- Corentin Martins
- Bernard Pardo
- Pascal Pierre
- Franck Ribéry
- Nolan Roux
- Roberto Cabañas
- Lazar Popović
- Drago Vabec

## Stadionja
A Brest városában található Francis Le-Blé nevű arénában játszik a csapat. A stadion 15097 fő befogadására képes.

## Külső hivatkozások
Hivatalos honlap